# Quindío (rijeka)
Quindío je rijeka u Kolumbiji, pritoka rijeke La Vieja. Pripada porječju rijeke Magdalene.